# Санта Марија Вилијана (Болоња)
Санта Марија Вилијана (итал. Santa Maria Villiana) је насеље у Италији у округу Болоња, региону Емилија-Ромања.
Према процени из 2011. у насељу је живело 85 становника. Насеље се налази на надморској висини од 682 м.